# メ・ガ・ネ!メガネケ・エ・ス!
メ・ガ・ネ!メガネケ・エ・ス!は、Hisakiが開発したTwitterのクライアント。姉妹アプリのギガネケエスについても本項にて説明する。

## 概要
2010年公開当時は世界初のUserstream対応Android向けのTwitterクライアント。当初は「Twitterビューワー」を謳っていたが、ユーザーからのフィードバックを元に様々な機能が追加された。通称「メガネケエス」。キャッチコピーは「それはメガネケエス、どれほどのものかは使ってみればわかる。」

## 名前の由来
auブランドを展開するKDDIおよび沖縄セルラー電話が2010年に発売したIS01およびNTTドコモが発売した兄弟機種SH-10B(Lynx)が見た目のデザインからメガネケースと呼ばれていた事が由来である。「メ・ガ・ネ！メガネケ・エ・ス！」と中点が入っているのは、公開当時にテレビ朝日にて放映されていた仮面ライダーオーズ/OOOのタトバコンボチェンジ変身音「タ・ト・バ！タトバタ・ト・バ！」を借用したものである。

## アップデートについて
作者自身、アップデート内容の詳細を覚えていないケースがあるため、Google PlayやWindowsストアでは「アップデートは気にするな」と記載している。

## メ・ガ・ネ！メガネケ・エ・ス！の姉妹アプリ
- メガネケエスWP Windows Phone 7.x用
- メガネケエスRT Windows RTおよびWindows 8以降のMetroアプリ
- ギガネケエス Android用
- メガネケエスの養分 Android用。Hisakiへの寄付のためのアプリ